# Portrait de Frédéric le Sage
Le Portrait de Frédéric le Sage est une gravure sur cuivre au burin réalisée en 1524 par l'artiste de la Renaissance allemande Albrecht Dürer (1471-1528).

## Histoire
Frédéric III, dit le sage, duc de Saxe et électeur d'Empire, est l'une des personnalités les plus puissantes de son temps et aussi l'un des principaux mécènes de Dürer, avec l'empereur Maximilien Ier. Le premier portrait (Portrait de Frédéric III de Saxe) que Dürer fait du prince-électeur, une huile sur bois, date de 1496 et est peint à l'occasion de leur première rencontre, à Nuremberg, en avril de la même année.
Près de trente ans après ce tableau, Dürer consacre un nouveau portrait à Frédéric le Sage, exécuté au burin cette fois. Les Beaux-Arts de Paris conservent le dessin préparatoire à la gravure, réalisé sur le vif à l'occasion de la Diète d'Empire de Nuremberg, qui se tient du 28 novembre 1523 au 26 février 1524.

## Comparaison entre la gravure et le dessin préparatoire

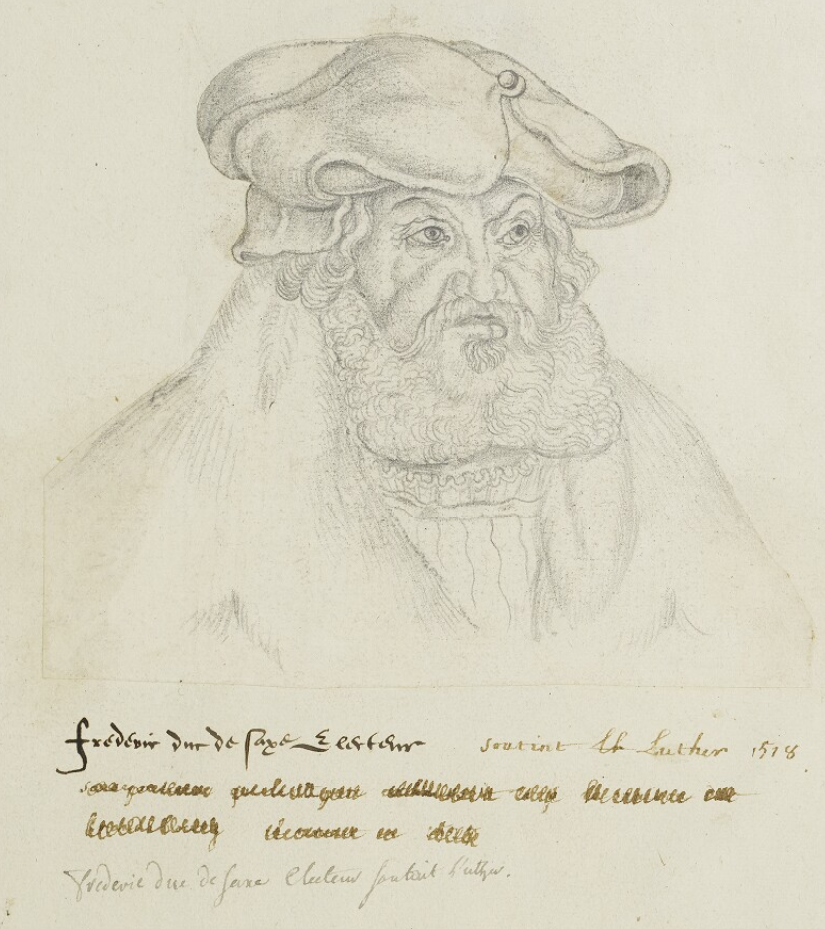
Dessin à la mine d'argent, pierre noire sur papier préparé légèrement rosé. Ici, il s'agit d'une copie par Jacques Le Boucq (vers 1570) d'après Dürer (1523-1524).

La comparaison entre le portrait dessiné et le portrait gravé a fait l'objet de jugements contradictoires, soulignant la supériorité tantôt de l'un, tantôt de l'autre. Il est objectif, comme l'a formulé Erwin Panofsky, que le burin comprend « infiniment plus de détails que le dessin d'après nature ». Une présence à la fois plus sensible et plus familière se dégage de l'estampe, tandis que le dessin est marqué par une certaine distanciation par rapport au modèle, qui s'explique probablement par le statut d'esquisse que revêt ce dessin pris sur le vif à des fins de transposition en gravure.

## Analyse
En partie inférieure, l'inscription à la façon des stèles funéraires antiques vient rappeler la portée politique de ce portrait, un « monument élevé à la gloire d'un homme très méritant, comme hommage d'un vivant à un vivant ». Dürer y fait référence à la « piété » de Frédéric le Sage, dans un contexte où le prince-électeur, lettré et protecteur des arts et des lettres, a fondé en 1502 l'université de Wittemberg, où Martin Luther et Philippe Mélanchthon étudièrent, puis enseignèrent, la théologie. La signification religieuse de ce portrait doit être soulignée. L'étude de la correspondance de Dürer révèle que l'artiste a gravé cette planche pour remercier Frédéric le Sage de lui avoir envoyé les écrits de Luther. S'il n'est pas encore converti au protestantisme au moment où Dürer travaille à son portrait, le duc de Saxe a cependant déjà montré son inclination pour les idées réformatrices en accueillant Luther, frappé d'excommunication et banni de l'Empire en 1521 par l'édit de Worms, dans son château de la Wartbourg. Ce portrait s'impose comme une arme, selon les termes de Naïma Ghermani, de « propagande réformatrice active ».